# Grotta del Romito
Die Grotta del Romito (deutsch „Höhle des Einsiedlers“) ist eine Höhle mit Überresten vorgeschichtlicher Nutzung in Papasidero, Provinz Cosenza, Region Kalabrien, Italien. Der Ort liegt im Pollino-Nationalpark.
Vor der Höhle im Bereich eines überhängenden Felsens (Abri) wurden Gräber sowie Ritzzeichnungen entdeckt, die unter anderem zwei Auerochsen darstellen. Die Höhle kann mit Führung besichtigt werden. Ein kleines Museum ist vorhanden.

## Bildergalerie

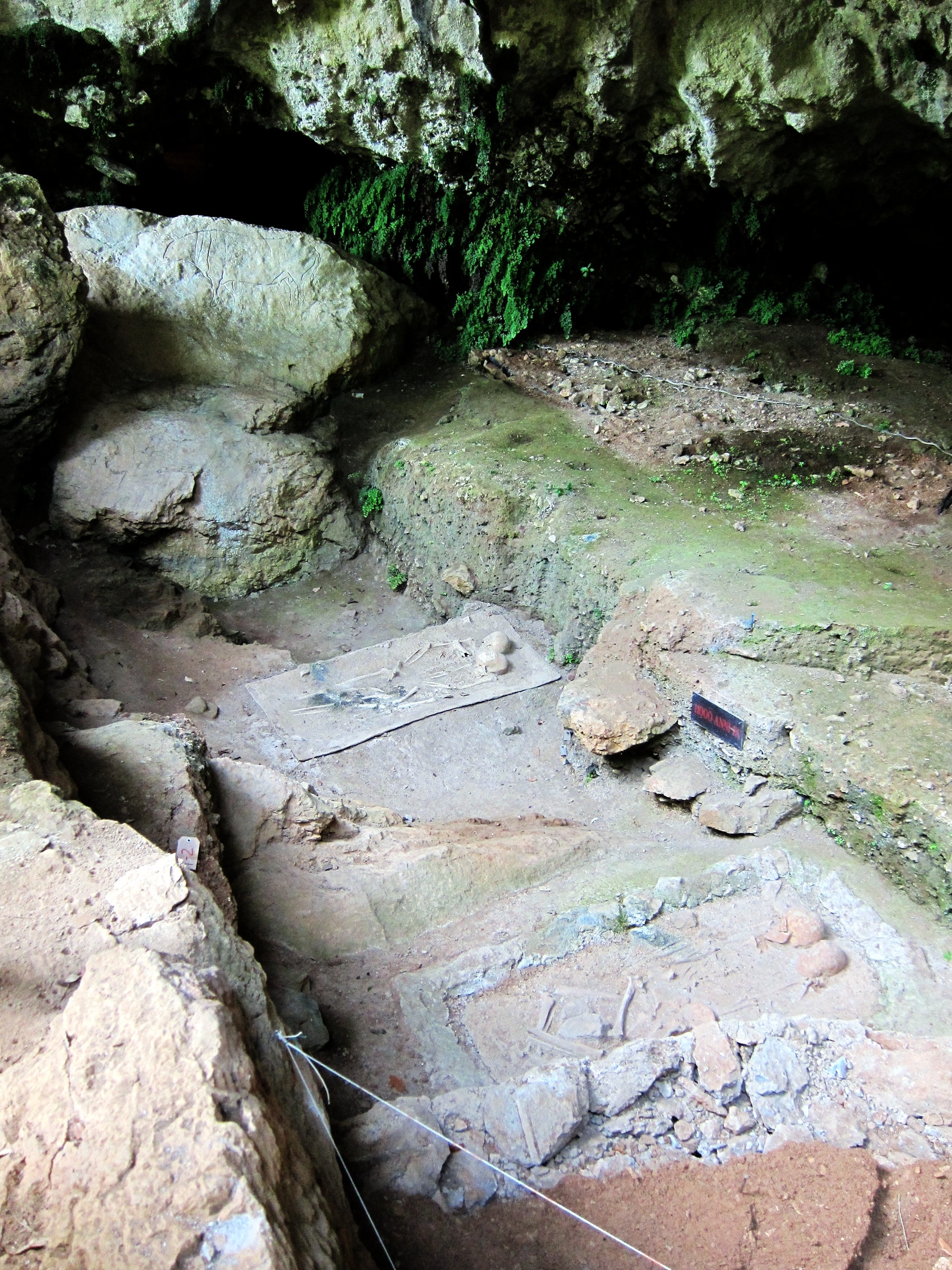
Gräber im Bereich vor der Höhle
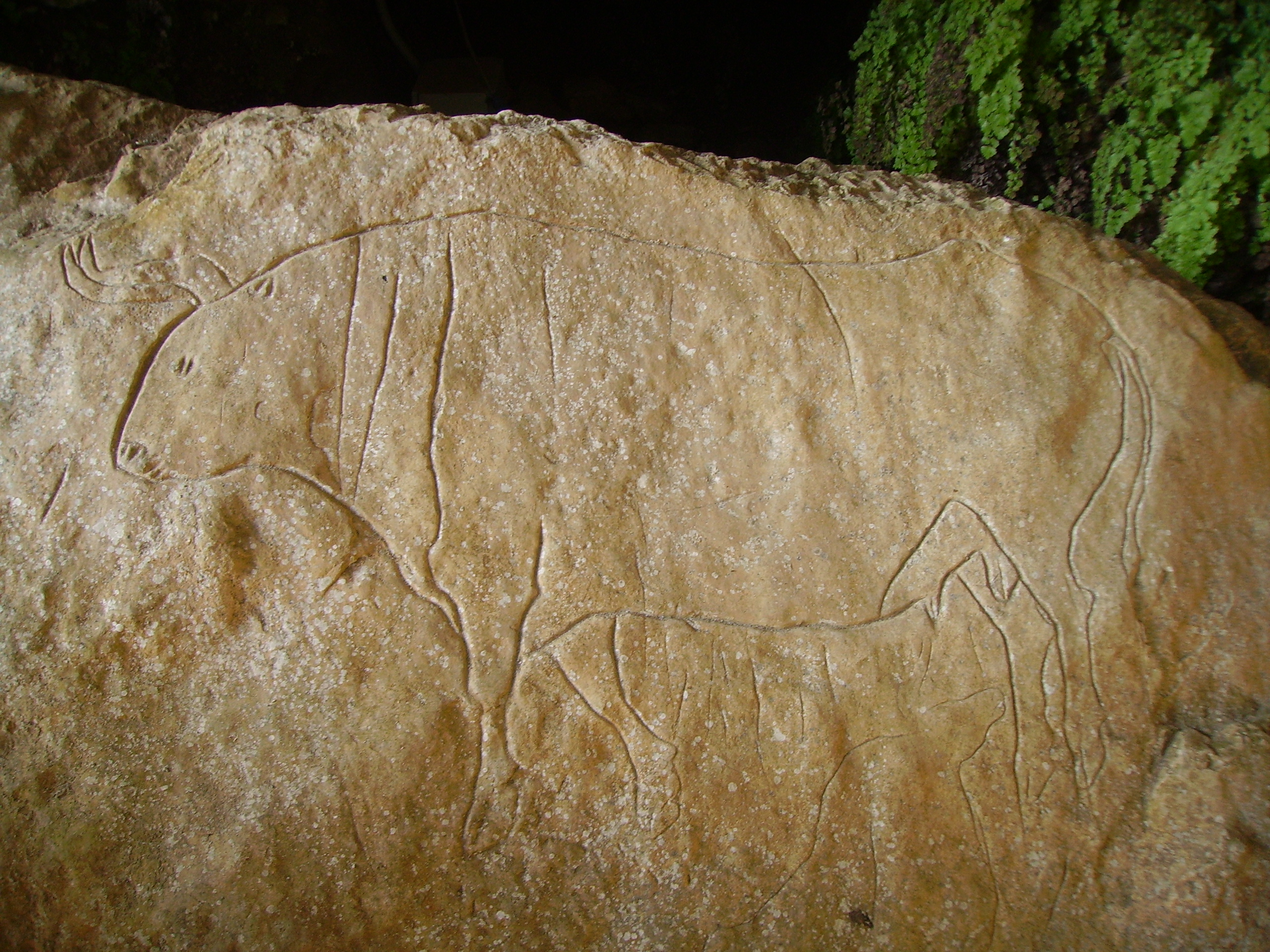
Ritzzeichnung zweier Auerochsen
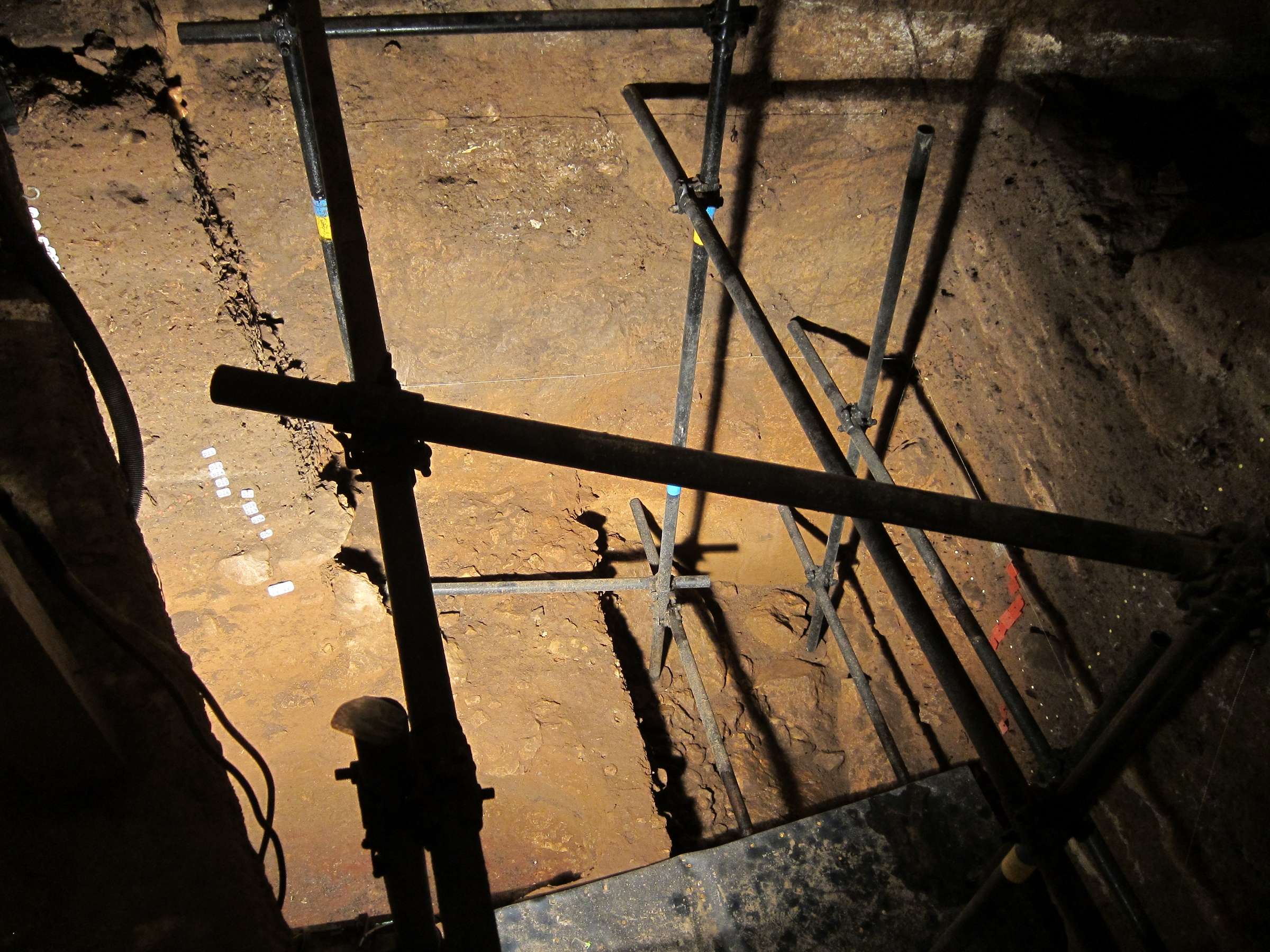
Ausgrabung in der Höhle